# Abstractizare
Abstractizarea este o operație a gândirii care constă în extragerea proprietăților generale, comune ale unui grup de obiecte, lăsîndu-se la o parte proprietățile lor particulare. Abstractizarea este legată indisolubil de limbaj și stă, împreună cu generalizarea, la baza formării noțiunilor.
Abstracția implică clasificarea unui domeniu de obiecte fundamentale în clase și apoi identificarea (sau crearea ? ) unui obiect corespunzător pentru fiecare clasă - termenul general (abstractul) al acelei clase.
Dacă concret inseamnă ceva aparținând modurilor realității, abstractul este o modalitate aparținând spațiului conceptual, este prelucrarea concretului si transformarea lui intr-un produs nou care reflectă proprietăți ale concretului dar nu mai poate avea existentă concretă. Spre exemplu conceptul de 'linie geometrica' este o abstractiizare a unei frontiere care margineste un obiect, dar linia geometrica este definita ca varietate cu o singura dimensiune, anume lungime, pe cand obiectele concrete, reale, sunt toate tridimensionale.
Abstracte sunt toate reprezentarile de obiecte geometrice, carora li se atribuie numai acele proprietati care pot fi formalizabile, pot fi descrise relational sau cantitativ prin functii logice sau matematice. Dar am putea spune ca intrega matematica este alcatuita din obiecte si reguli operante abstracte, capabile sa descrie unitar multimi de forme sau procese reale.
Si intre cuvintele vocabularului limbajului natural intalnim multi semnificanti abstracti. Un exemplu ilustrativ este predicatul a actiona, care inglobeaza totalitatea comportamentelor umane orientate catre realizarea unei transformari de stare in spatiul realitatii sau intr-un spatiu conceptual, exemplu matematica. Dar exista si o extensie abstracta a 'actiunii' care defineste procese naturale epurate de particularitati si descriptibile formal. Si predicatul a misca-miscare este abstract, el cuprinde multimea schimbarilor particulare pe care le sufera continuu diferite intervale ale realului.
Exista si substantive abstracte, exemplu fiind: functie, miscare, analiza, proprietate, rationament, etc, ele expliciteaza calitati ale formelor si miscarilor, dar nu sunt concretizabile distinct ca forme, relatii sau schimbari explicit reprezentabile.
Fara termenii abstracti limbajul nostru nu ar fi capabil sa analizeze si descrie calitativ sau cantitativ mai mult de un singur obiect, sau schimbare particulara si practic comunicarea ar fi imposibila. Intrega stiinta dar si arta implica diferite feluri de abstractizari. 
Sa luam cuvantul sentiment. Oricat ar parea de ciudat 'sentiment' este un sens abstract, nici um om nu are un sentiment, are numai un anume fel de traire atractiva sau repulsiva in raport cu o parte a ambientului sau cu un semen al sau.
La o analiza atenta am putea spune ca fiecare cuvant din vocabular 'este abstract', pentru ca el inglobeaza-semnifica o multime unitara de invarianti modali, sociali sau reali, pusi impreuna prin apartenenta la un singur nucleu semnificant. 
Sensul abstract 'copac' inglobeaza semnificantii frunza, ramura, floare, trunchi, radacina.
Cuvantul 'libertate' este abstract, el pune impreuna totalitatea imaginarilor sau realizarilor libertatilor personale, asa cum le inchipuie sau desfasoara-asuma fiecare individ. 
Deasemni conceptele : 'democratie, tiranie, opresiune, placere, generozitate, furie, bunavointa, implicare', sunt familii  de sensuri abstracte, caracterizand diferite structuri sociale sau comportamente umane.
Cuvantul 'masina' pare un sens concret, dar el acopera si echivaleaza totalitatea agregatelor care produc energie fizica dar la limita si energie spirituala. Creierul este o masina informationala care dezvolta si utilizeaza modele de realitate.
Cuvintele 'om, animal, gen specie, etc, sunt intelesuri abstracte aplicabile la multimi de existenti unificabili dupa anume proprietati comune. Cuvantele 'insusire, numar, relatie, eveniment, cauza, efect', sunt abstracte, fara ele nu am putea vorbi coerent despre multimea insusirilor  si schimbarilor de stare ale universului, nu am putea descrie clar si unitar situatii concret perceptibile, dar generalizabile modal, semnificabile si comunicabile interactiv.
Majoritatea conceptelor sunt polare, asta însemnând că opusul concretului este abstractul. Aria variantelor concretului este mult mai extinsă ca a abstractului, dar mai simplă semnatic, mai ușor explicitabilă semnificant. 
Rezultă că dacă avem o rezonabilă înțelegere a sensului 'concretului', din ea putem extrage semnificația abstractului. 
Această analiză semantică elementară este inevitabil abstractă, ea utilizând cuvinte-concepte, care inevitabil sunt acțiuni abstracte. Orice cuvânt contrar a cea ce crede majoritatea, este o abstracție din următoarele cauze:

Niciun cuvânt-sens din limbajul natural nu denominează-separă un singur component al realității, fie el, obiect, predicat, relație sau proprietate. Cuvântul 'piatră' califică modal mulțimea pietrelor, tratabile ca bucăți de rocă aparținând unui interval dimensional. 

Cuvintele animal, acțiune, unealtă, casă, floare, calitate, sunt consecințe ale unui foarte îndelungat proces istoric de generalizare semantică, de construcție a unor familii de invarianță modală, care sunt numite global cu un singur cuvânt -concept.

Astfel în sensul acțiune intră totalitatea acțiunilor, fizice ori mentale, în conceptul 'mașină', totalitatea automobilelor, în casă, totalitatea construcțiilor locuibile, în cuvântul-sens copac, intră mulțimea copacilor și tot astfel. 
Oricare familie de forme, mișcări sau calități, naturale sau intelective, căreia îi corespunde convențional un singur cuvânt, o numim familie de invarianță semantică, sau nucelu semantic, purtător al sensului acelui component fenomenal sau intelectiv. 
Fiecare sens lingvistic este explicitabil prin mulțimea componentelor unificate în familia de invarianță și reciproc, fiecăruia din elementele familiei de invarianță obiectuală îi corespunde un sens unic, sensul cuvântului alocat.
Așadar orice cuvânt-sens este o abstracție, este o acțiune informațională cu mai multe etape, anume identificarea formelor, căutarea de siumilitudini între formele identificate și unificarea similitudinilor, în cea ce am numit mai înainte, 'familia de invarianță semantică'.
Consecința unei acțiuni semnificante este o abstracție, este o entitate semantică căreia îi corespunde o mulțime de forme să spunem concrete, care posedând ceva în comun, sunt unificabile într-o familie de invarianță.
Există o mulțime de acțiuni abstracte, majoritatea realizabile în spații conceptuale formale, precum spațiul matematicii.
Construcția oricărei varietăți geometrice, precum dreapta, planul sau spațiul, generează abstracții. 
De asemenea numărul, funcția, cercul, elipsa, sfera, etc, așa cum sunt definite funcțional-formalizant, sunt abstracții.
Dar putem identifica abstracții interesante în orice domeniu al cunoașterii, astfel distingem abstracții în fizică, precum conceptele, energie, impuls, moment cinetic, masă, radiație.
Putem separa abstracții importante în filozofie, precum existență, substanță, cauzalitate, finalism, categorie, creație, etc.
Dacă fiecare cuvânt este o abstracție, omul nu operează lingvistic, decât aparent cu entități concrete, în fapt toate componentele limbajului sunt abstracții, cu diferite amplitudini organizante. 
Numai datorită utilizării sistematice a abstracției în gândire și comunicare, omul poate descrie, analiza și raționa, poate cerceta generalizant realitatea, poate pune împreună mulțimi de concreți fenomenali sub un singur denominant-sens, și poate comunica coerent, cea ce percepe sau gândește.
Să ne închipuim ce ar fi dacă fiecare cuvânt ar fi realmente concret, ar numi-semnifică un singur obiect natural, distinct perceput și distinct reprezentat. În acest caz am avea atâtea cuvinte câte forme și procese diferite observăm și reprezentăm, iar noi reprezentăm milioane. Evident în această situație nu se poate comunica o realitate concretă, dat fiind că niciodată nu va exista o echivalență între conținuturile fenomenale percepute și reprezentate de indivizi deosebiți. 
În contextul în care un semen al nostru vede și descrie-comunică o impresie locală, care este străină experienței noastre perceptuale și semnificante, el va folosi un cuvânt sau un șir de cuvinte, pe care nu le vom înțelege. 
Există încă unele comunități primitive care posedă cuvinte specializate pentru formele observate, dar nu distinge și sensuri generice, înglobante de acțiuni concrete, așa cum le posedă limbajul natural modern. 
Pentru acești indivizi raționamentele generalizante sunt greu de formulat sau înțeles, ei neavând concepte abstracte, adică sensuri care să pună împreună familii de constituienți naturali sau conceptuali, caracterizați printr-un nucleu de similitudine.
Niciun raționament generalizabil nu se poate construi fără sensuri abstracte, aparținând la familii de constituenți naturali sau mentali.
Simplu definit, abstracție este consecința unei acțiuni informaționale alcătuită din minim următorii pași:
1-Identificarea unor constituenți modali într-un spațiu obiectual interactiv dat.
2-Analiza alcătuirii formelor recunoscute și separarea unor similitudini comune între diferite tipuri de constituenți identificați.
3-Convenția de punere împreună a constituenților posesori ai unor similitudini esențiale comune și construcția unor familii de invarianță, care să conțină componetele care au ceva important în comun.
4-Alocarea unui operand „cuvânt” fiecărei familii de invarianță, fie ea de obiecte, de relații, de mișcări, de proprietăți.
Mulțimea operanzilor cuvânt, legați convențional la familiile de invarianță separate va genera un vocabular, iar dacă adăugăm vocabularului și reguli de conexare a cuvintelor pentru a descrie mulțimi de obiecte și evenimente din spațiul fenomenal organizat semantic, obținem un limbaj.